# Liepe (Rankwitz)
Liepe – część niemieckiej gminy Rankwitz, w kraju związkowym Meklemburgia-Pomorze Przednie, w powiecie Vorpommern-Greifswald, na wyspie Uznam. Od nazwy Liepe pochodzi nazwa całego półwyspu, na którym się znajduje (niem. Lieper Winkel). Jest oddalona o około 19 kilometrów w linii prostej od miasta Anklam.

## Kościół w Liepe
W Liepe znajduje się najstarszy kościół na wyspie Uznam. Świątynia pod wezwaniem św. Jana Ewangelisty została wspomniana już w 1216 roku. Obecny kościół pochodzi z XV wieku. Została zbudowana w stylu gotyckim, posiada trzy nawy. 